# هنری هالینگزوورث
هنری هالینگزوورث (انگلیسی: Henry Hollingsworth؛ زادهٔ ۵ سپتامبر ۱۹۹۷) قایقران روئینگ اهل ایالات متحده آمریکا است.